# آمریکایی‌های لاتین‌تبار سیاه‌پوست
آمریکایی‌های آفرو-لاتین یا آمریکای لاتین تبار سیاه‌پوست (گاهی اوقات آفرو-لاتین‌ها  یا آفرو-لاتینکس)، آمریکایی‌های لاتین تبار، تبار کامل یا جزئی سیاهپوست هستند.
اصطلاح آمریکایی‌های آفرو– لاتین در آمریکای لاتین خارج از محافل دانشگاهی به‌طور گسترده‌ای استفاده نمی‌شود. به‌طور معمول به آمریکایی‌های  آفرو – لاتین سیاه (اسپانیایی: negro‎ ; پرتغالی: negro یا preto ; فرانسوی: noir‎) گفته می‌شود. از آمریکایی‌های لاتین از آفریقایی‌تبار ممکن است با پیشوند آفرو- به علاوه یک ملیت خاص، : 3–4  مانند آفرو-برزیلی، آفرو-کوبایی یا آفرو-هاییتیایی یاد شود. 
صحت گزارش آماری در مورد آمریکاییهای آفرو- لاتین زیر سؤال رفته‌است، خصوصاً در مواردی که آنها از گزارش‌های سرشماری اخذ می‌شوند و در آن افراد عنوان خود را انتخاب می‌کنند، زیرا در کشورهای مختلف مفهوم تبار آفریقایی با نگرش‌های مختلف مشاهده می‌شوند.

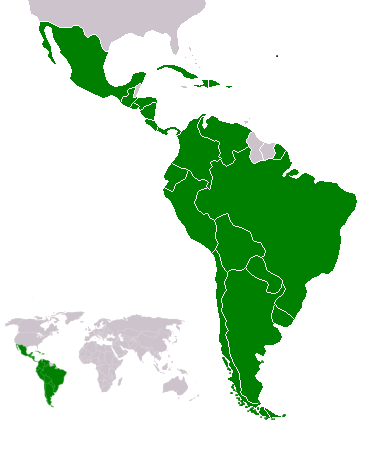
نقشه آمریکای لاتین

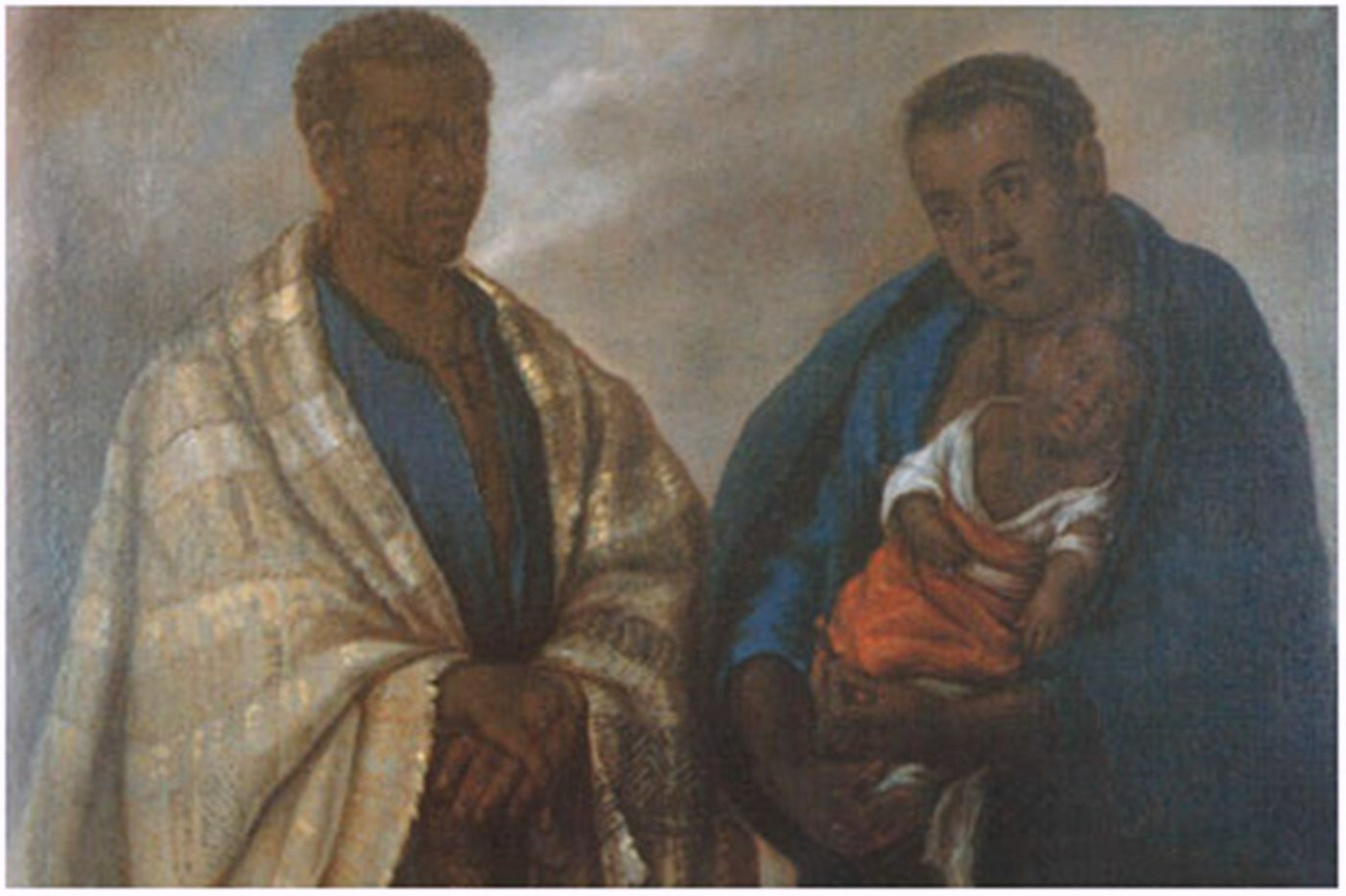
نقاشی قرن هجدهم خانواده ای از سیاه پوستان آزاد را نشان می‌دهد